# Gäddtjärnen (Lungsunds socken, Värmland)
Gäddtjärnen är en sjö i Storfors kommun i Värmland och ingår i Göta älvs huvudavrinningsområde.